# Marlena Karwacka
Marlena Karwacka (Sławno, 20 februari 1997) is een Pools baanwielrenster. Karwacka nam deel aan de Europese Spelen van 2019 in Minsk waar ze een vierde plaats behaalde op de teamsprint.

## Belangrijkste resultaten
| Jaar     | PK                             | EK         | WK       | Overig                  |
| Junioren | Junioren                       | Junioren   | Junioren | Junioren                |
| -------- | ------------------------------ | ---------- | -------- | ----------------------- |
| 2015     |                                | keirin     |          |                         |
| Beloften |                                |            |          |                         |
| 2018     |                                | teamsprint |          |                         |
| 2019     |                                | teamsprint |          |                         |
| Elite    |                                |            |          |                         |
| 2017     | sprint · keirin                |            |          |                         |
| 2018     | sprint · keirin                |            |          |                         |
| 2019     | sprint · keirin                |            |          | WB Brisbane: teamsprint |
| 2020     | sprint · 500m tijdrit          |            |          |                         |
| 2021     | keirin                         |            |          |                         |
| 2022     | 500m tijdrit · sprint          | teamsprint |          |                         |
| 2023     | 500m tijdrit · sprint · keirin |            |          |                         |